# Nikolaus Georg Reigersberg

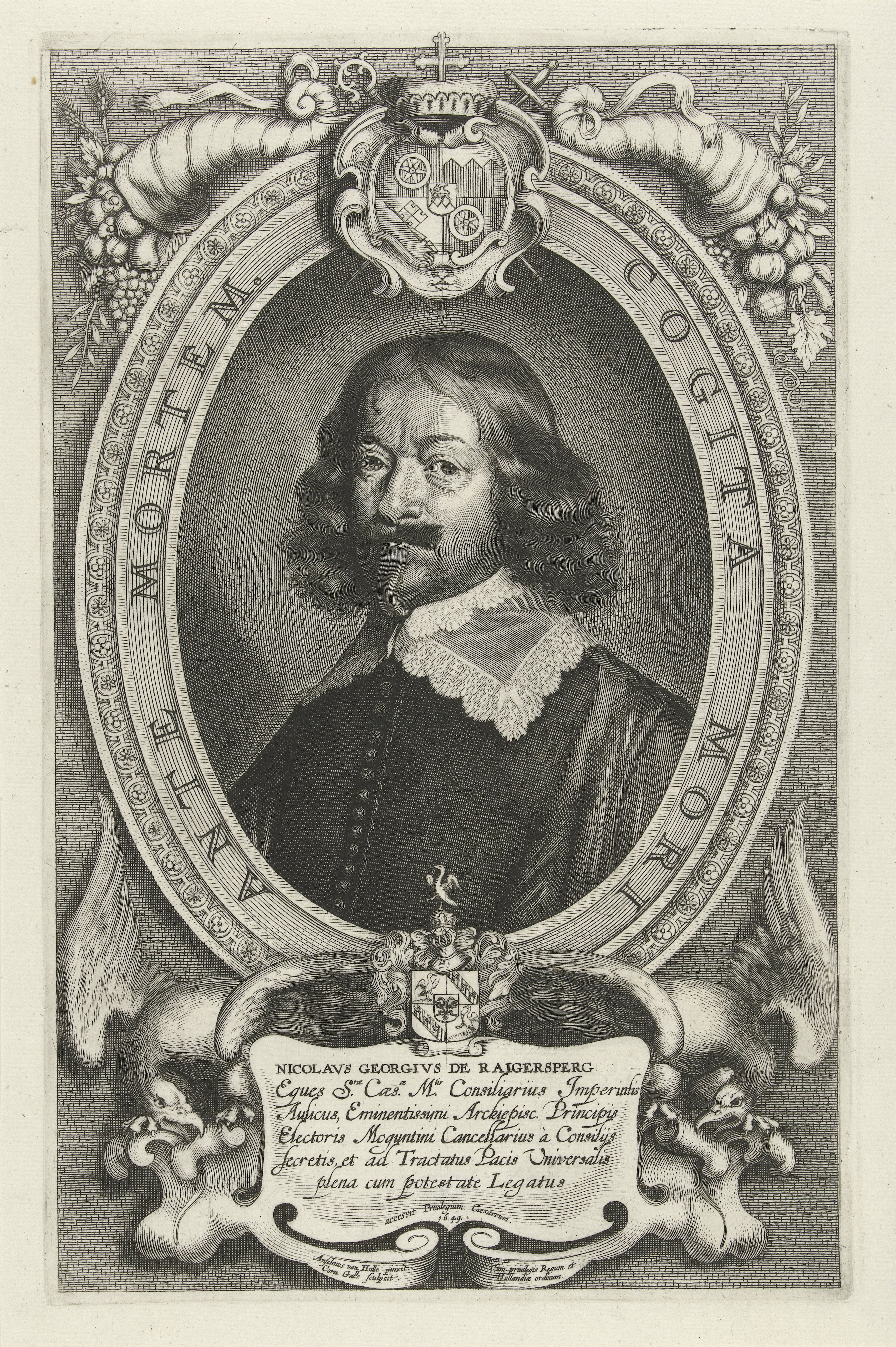
Nikolaus Georg von Reigersberg

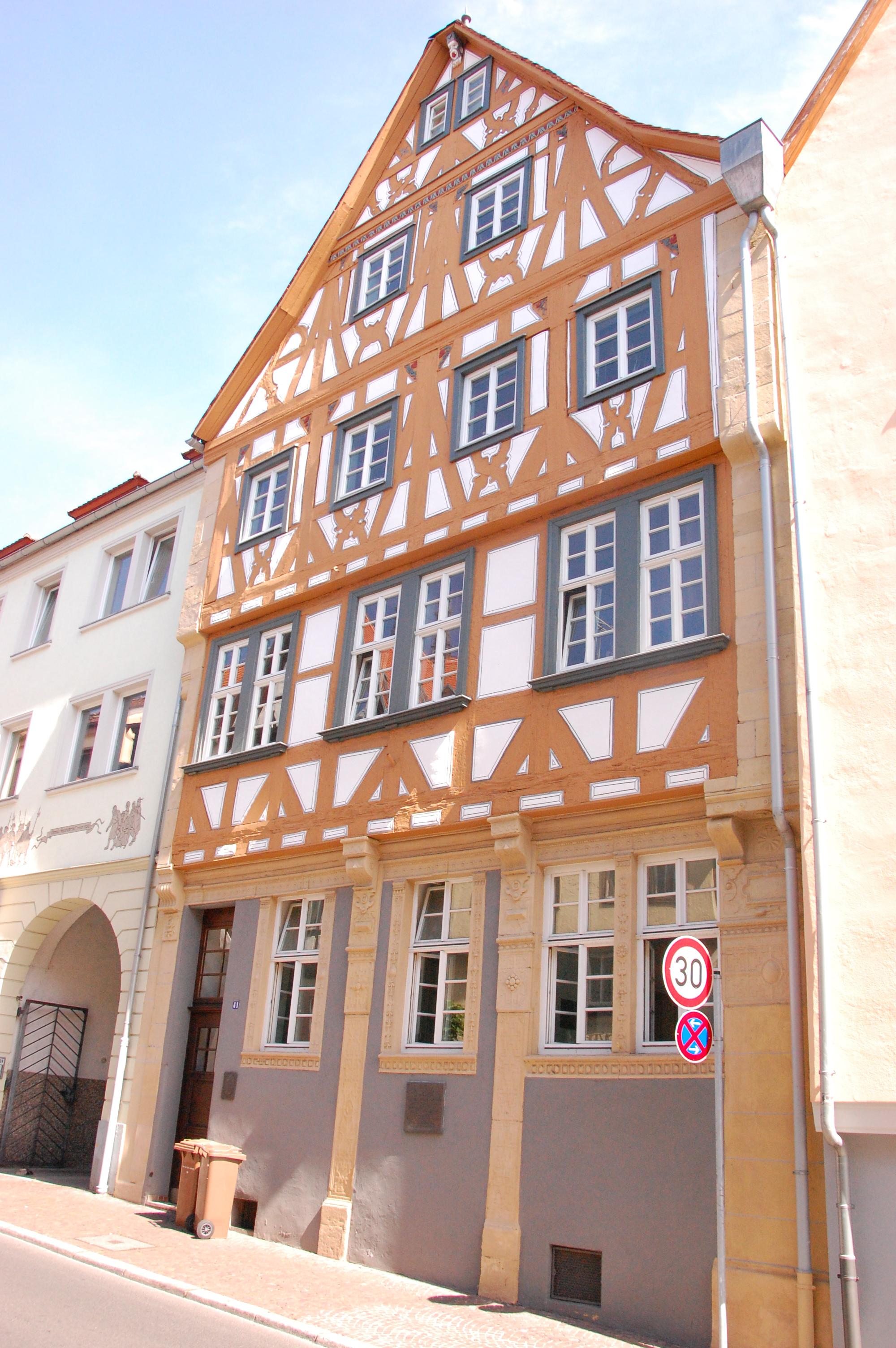
Haus Bratfisch, erbaut von Conz Bratfisch um 1435, Wohnhaus Nikolaus Georg von Reigersberg

Nikolaus Georg Reigersberger, auch von Reigersberg (* um 1598 in Diedenhofen / Lothringen; † 7. Juni 1651 in Frankfurt am Main) war kaiserlicher Rat, Kurmainzischer Kanzler und Stadtschultheiß in Aschaffenburg. Er war außerdem seit Dezember 1645 kurmainzischer Gesandter in Münster (Westfälischer Frieden) 1648.

## Herkunft und Familie
Er war der Sohn des Metzgers Georg Reigersberger in Diedenhofen und dessen Ehefrau Anna Gudnacht und wurde um 1598 geboren. Die Eltern hatten um 1585 geheiratet und zusammen mindestens 13 Kinder bekommen. Die Mutter lebte noch in den 1630er Jahren in Diedenhofen.
Mit der Würde eines Doktors beider Rechte schloss Reigersberger sein Jurastudium in Köln und Mainz ab. Am 19. August 1624 heiratete er Maria Salome Faber († 1639), Tochter des Stadtprozeltener Kellers Jakob Faber († 1616) und damit einer begüterten Familie des erzstiftischen Beamtenapparats entstammend. Sie hatten vier Söhne und zwei Töchter. Der älteste Sohn Nikolaus Georg (1625–1689) wurde zunächst Kanoniker im Aschaffenburger Stift St. Peter und Alexander, resignierte später aber die geistliche Stelle und wurde wie sein Vater Stadtschultheiß in Aschaffenburg (1651–1689). In zweiter Ehe heiratete Reigersberger 1641 in Wien Eva Maria von Münster (* 1612; † 1675), die die Collenburg mit in die Ehe brachte. Die Burg und später das Schloss Fechenbach wurden Stammsitz des aus zweiter Ehe stammenden Sohnes Anselm Casimir von Reigersberg (1646–1715) und seiner Nachkommen. Graf Heinrich Alois von Reigersberg und dessen Bruder, Graf Friedrich Carl von Reigersberg, sind Urenkel Reigersbergs.

## Laufbahn
Seine berufliche Laufbahn begann 1622 mit der Ernennung zum kurmainzischen Hofrat. Von 1624 bis 1644 sowie kurzzeitig nochmals 1646 war er Stadtschultheiß in Aschaffenburg. In dieser Eigenschaft war er auch zuständig für die Durchführung von Hexenprozessen im Hochgerichtsbezirk Aschaffenburg, wickelte aber im Auftrag auch Prozesse in Großkrotzenburg, Wörth und Mönchberg ab. Als ihm Bereicherung hierbei vorgeworfen wurde, erbat er sich am 2. Oktober 1628 vom Dekan des St. Petersstifts (außerhalb von Mainz) ein Entlastungsschreiben. Während der schwedischen Besatzung des Mainzer Oberstifts (1631 bis 1634) ging Reigersberger ins Exil (vermutlich nach Köln) und kehrte erst 1635 nach Aschaffenburg zurück, wo er im Mai 1637 bei einem Überfall des Oberst Ramsay gefangen genommen und vorübergehend als Geisel nach Hanau verschleppt wurde.
1635 wurde er zum Reichshofrat ernannt und in den ritterlichen Adelstand erhoben, 1641 ernannte Kurfürst Anselm Casimir Wambolt von Umstadt ihn zum Vize-Kanzler des Erzstifts Mainz, im November 1645 zum Kanzler.
Berühmtheit erlangte er nicht nur wegen seiner Berufung zu vielen Reichstagen und Fürstenversammlungen (u. a. Reichstag in Regensburg 1641, Deputationskonvent in Frankfurt, 1642–1645), sondern wegen seiner Teilnahme an den Friedensverhandlungen in Münster und Osnabrück nach dem Dreißigjährigen Krieg (Westfälischer Frieden), wo er das kurmainzische Direktorium vertrat und teilweise selbst Verhandlungsführer war. Im Auftrag des Kurfürsten und Erzbischofs Johann Philipp von Schönborn setzte Reigersberger am 24. Oktober 1648 an Stelle des bereits 1647 vorzeitig abgereisten Grafen Hugo Everhard Cratz von Scharfenstein als erster der reichsständischen Vertreter seine Unterschrift unter den Gesamtfriedensvertrag. Seine Verdienste wurden von Kaiser Ferdinand III. rühmend anerkannt und mit finanziellen Zuwendungen belohnt. Als geschickter Verhandlungsführer im Dienste verschiedener Fürsten und der katholischen Kriegspartei wurde Reigersberger einer der höchstbezahlten Kongressteilnehmer und dadurch zum vermögenden Mann. Nach den Verhandlungen in Westfalen zog sich Reigersberger nach Frankfurt am Main zurück, wo er bereits 1644 ein stattliches Wohnhaus erworben hatte und 1651 verstarb.
Er wurde in der Pfarrkirche „Unsere Liebe Frau“ in Aschaffenburg beigesetzt. Das Grab wurde allerdings bei der barocken Umgestaltung der Kirche im 18. Jahrhundert beseitigt. Ein von ihm erworbenes großes Hofgut in Damm blieb noch bis ins 19. Jahrhundert im Familienbesitz. Sein Aschaffenburger Wohnhaus in der Großen Metzgergasse (heute Dalbergstraße 41) ist noch erhalten. Nach ihm ist die Reigersbergstraße in Aschaffenburg benannt.